# Neuburgia tubiflora
Neuburgia tubiflora är en tvåhjärtbladig växtart som beskrevs av Carl Ludwig von Blume. Neuburgia tubiflora ingår i släktet Neuburgia och familjen Loganiaceae. Inga underarter finns listade i Catalogue of Life.